# Marathon van Rome 1985
De marathon van Rome 1985 werd gelopen op zondag 15 september 1985. Deze wedstrijd werd tegelijkertijd met de Europacup gehouden.
De Duitser Michael Heilmann finishte bij de mannen als eerste in 2:11.28. Zijn landgenote Katrin Dörre won bij de vrouwen in 2:30.11.

## Marathon
Mannen
| rang | naam             | land | tijd    |
| ---- | ---------------- | ---- | ------- |
| Goud | Mauro Pappacena  | ITA  | 2:28.42 |
| 9    | Alfredo Norvello | ITA  | 2:42.20 |

Vrouwen
| rang | naam                | land | tijd    |
| ---- | ------------------- | ---- | ------- |
| Goud | Janet Richardson    | USA  | 3:09.16 |
| 5    | Maria-Rita Zanaboni | ITA  | 3:26.44 |

## Europacup
Mannen
| rang   | naam               | land | tijd    |
| ------ | ------------------ | ---- | ------- |
| Goud   | Michael Heilmann   | GER  | 2:11.28 |
| Zilver | Jacques Lefrand    | FRA  | 2:14.16 |
| Brons  | Jörg Peter         | GER  | 2:14.27 |
| 4      | Alessio Faustini   | ITA  | 2:14.30 |
| 5      | Cidalio Caetano    | POR  | 2:15.03 |
| 6      | Alexandre Gonzalez | FRA  | 2:15.09 |
| 7      | Gelindo Bordin     | ITA  | 2:15.13 |
| 8      | Jean-Yves Madelon  | FRA  | 2:15.47 |
| 9      | Czeslaw Wilczewski | POL  | 2:15.51 |
| 10     | Ieuan Ellis        | WAL  | 2:15.56 |
| 11     | Jürgen Eberding    | GER  | 2:16.04 |
| 12     | Elisio Rios        | POR  | 2:16.13 |
| 13     | Aldo Fantoni       | ITA  | 2:16.29 |
| 14     | Loris Pimazzoni    | ITA  | 2:16.38 |
| 15     | Gaspar Esnaolo     | ESP  | 2:16.54 |
| 16     | Osvaldo Faustini   | ITA  | 2:16.59 |
| 17     | Hartmut Tronnier   | GER  | 2:17.14 |
| 18     | Giuseppe Denti     | ITA  | 2:17.19 |
| 19     | John-Andrew Boyes  | ENG  | 2:17.29 |
| 20     | Patrick Joannes    | FRA  | 2:17.31 |

Vrouwen
| rang   | naam                   | land | tijd    |
| ------ | ---------------------- | ---- | ------- |
| Goud   | Katrin Dörre           | GER  | 2:30.11 |
| Zilver | Gabriele Riemann       | GER  | 2:32.23 |
| Brons  | Birgit Stephan         | GER  | 2:33.36 |
| 4      | Nadezhda Usmanova      | URS  | 2:33.57 |
| 5      | Sinikka Keskitalo      | FIN  | 2:34.28 |
| 6      | Laura Fogli            | ITA  | 2:35.06 |
| 7      | Emma Scaunich          | ITA  | 2:36.46 |
| 8      | Yekaterina Khramenkova | URS  | 2:36.49 |
| 9      | Rita Marchisio         | ITA  | 2:36.58 |
| 10     | Valentina Ustinova     | URS  | 2:38.07 |
| 11     | Sirkku Kumpulainen     | FIN  | 2:38.44 |
| 12     | Mercedes Calleja       | ESP  | 2:39.20 |
| 13     | Nadezhda Gumerova      | URS  | 2:39.32 |
| 14     | Maria-Luisa Irizar     | ESP  | 2:39.42 |
| 15     | Maija Vuorinen         | FIN  | 2:40.04 |
| 16     | Annette Roberts        | ENG  | 2:41.37 |
| 17     | Grazyna Mierzejewska   | POL  | 2:43.31 |
| 18     | Ritva Lemettinen       | FIN  | 2:43.31 |
| 19     | Irina Ruban            | URS  | 2:43.32 |
| 20     | Paola Moro             | ITA  | 2:43.59 |

1982 ·
1983 ·
1984 ·
1985 ·
1986 ·
1987 ·
1988 ·
1989 ·
1990 ·
1991 ·
1995 ·
1996 ·
1997 ·
1998 ·
1999 ·
2000 ·
2001 ·
2002 ·
2003 ·
2004 ·
2005 ·
2006 ·
2007 ·
2008 ·
2009 ·
2010 ·
2011 ·
2012 ·
2013 ·
2014 ·
2015 ·
2016 ·
2017